# Ruwe beenderknager
De ruwe beenderknager of ruige lompenkever (Trox scaber) is een keversoort uit de familie beenderknagers (Trogidaxe). De soort is inheems in Europa en komt voornamelijk voor in vogelnesten.

## Beschrijving
De ruwe beenderknager is een middelgrote kever met een eivormig lichaam. De lengte varieert tussen de vijf en acht millimeter. Hij is bruinzwart tot zwart en heeft een geelbruine onderzijde.
De dekschilden en het halsschild hebben een ruw oppervlak en de dekschildranden zijn bezet met borstelige schubben. De kop ligt diep teruggetrokken in het halsschild. De roestrode antennes bestaan uit tien segmenten, waarvan de laatste drie een waaier vormen. De monddelen zijn naar onder gericht. 

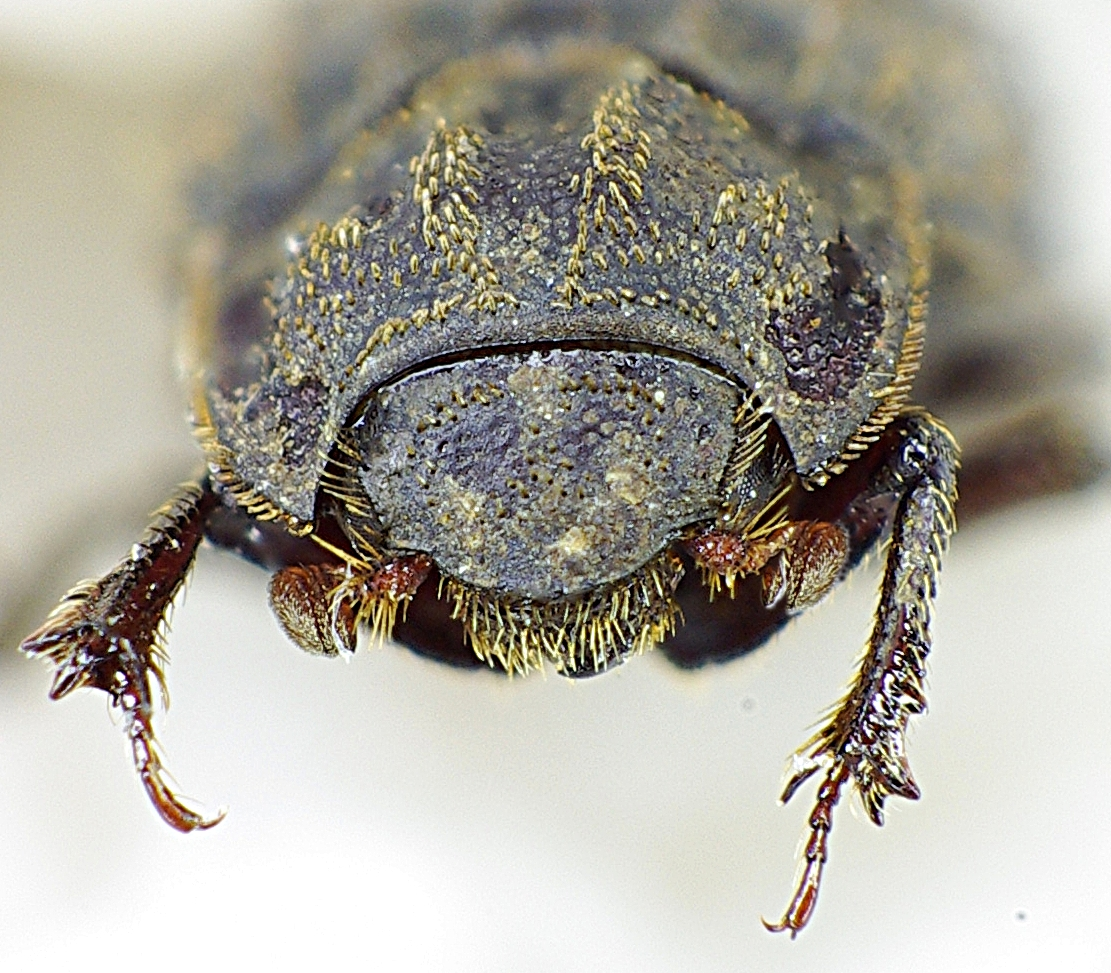
Kop
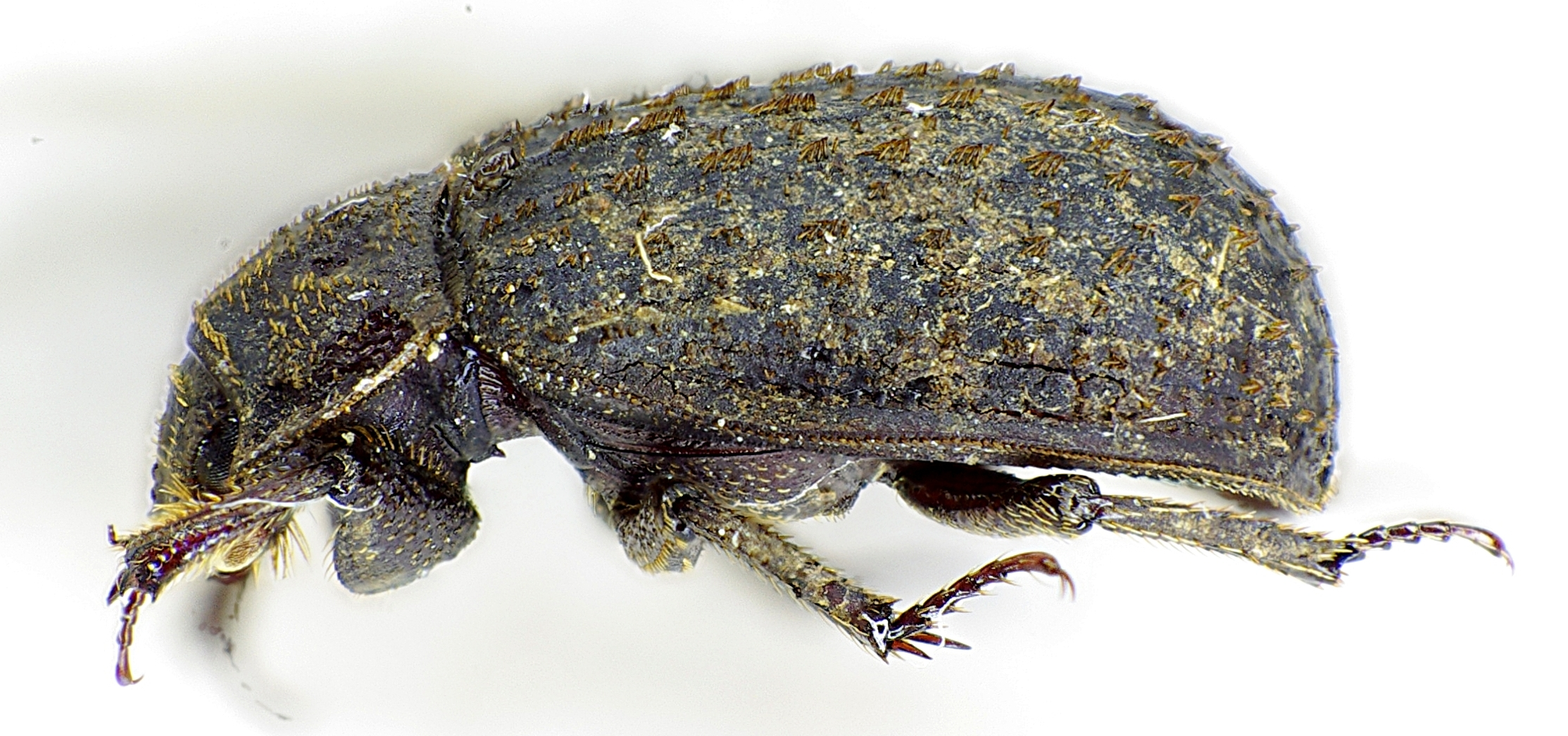
Zijaanzicht
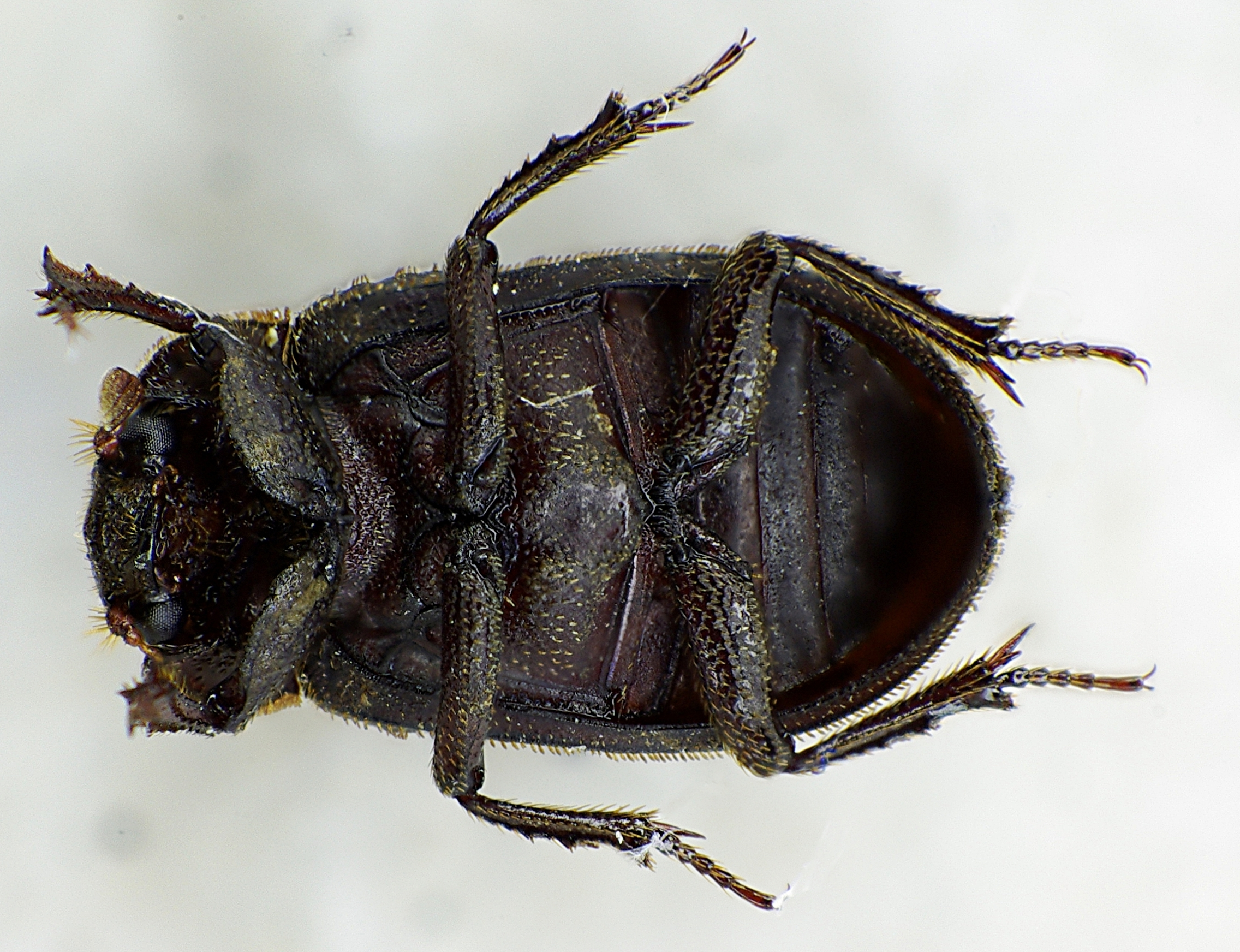
Onderaanzicht

## Levenswijze
De ruwe beenderknager is een warmtelievende kever die zelden vliegt. Bij verstoring kan hij tjirpende geluiden produceren door het achterlijf langs de dekschilden te schuren. De kever voedt zich met kleine kadavers, vooral wanneer ze zeer droog zijn. Bij een gestorven dier behoort de ruwe beenderknager daarom meestal tot de laatst arriverende aaseters.
De larven ontwikkelen zich voornamelijk in vogelnesten van bosuilen of andere uilensoorten, maar ook in nestholtes van kauwen, spechten en andere grote vogels.

## Verspreiding

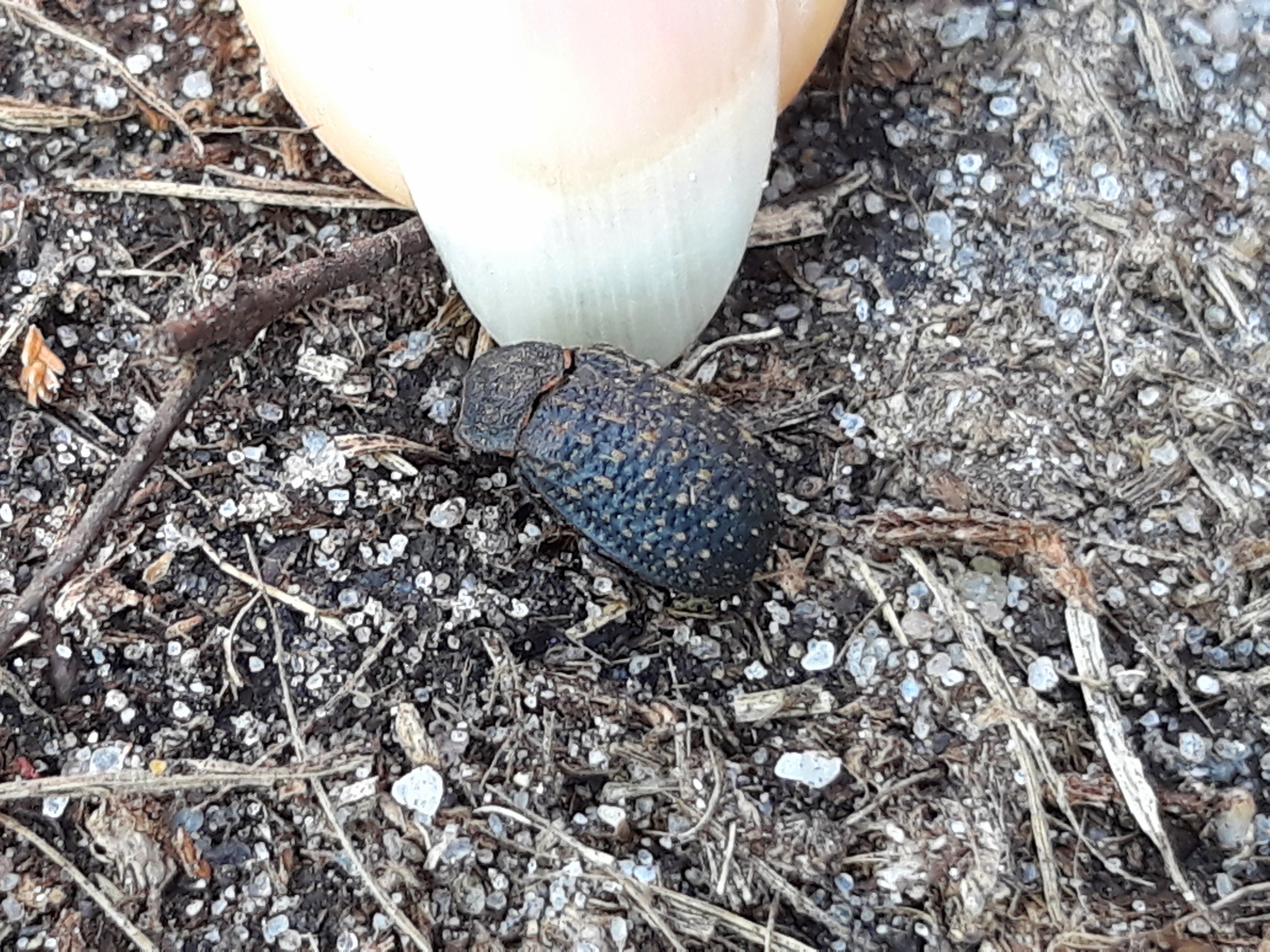
Ruwe beenderknager in de Planken Wambuis, Gelderland

De ruwe beenderknager is inheems in Europa, maar is wereldwijd geïntroduceerd. In Centraal-Europa komt de kever voornamelijk voor in lager gelegen gebieden. In België en Nederland is hij bijvoorbeeld vrij algemeen, maar in de Alpen is het een zeldzame soort.

## Taxonomie
De wetenschappelijke naam van de ruwe beenderknager is voor het eerst geldig gepubliceerd in 1767 door Linnaeus. De soortnaam scaber is Latijn voor 'ruw' en verwijst naar de oppervlakte van de dekschilden.